# 佐是円阿
佐是 円阿（さぜ えんあ、生没年不詳）は、平安時代後期から鎌倉時代にかけての武士、僧侶。平常澄の四男。通称四郎禅師。正室は同族の千葉氏一族の椎名胤光の娘。

## 略歴
上総国山辺郡佐瀬村に住んで佐是を称した。千葉県市原市佐是の佐是城は、円阿が堀の内に「館」を構えたのが始まりとされる。